# Theodore Davie

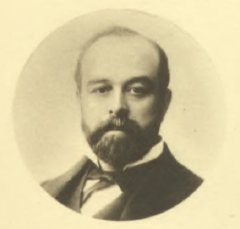
Theodore Davie

Theodore Davie (* 22. März 1852 in Brixton, London; † 7. März 1898 in Victoria) war ein kanadischer Politiker, Rechtsanwalt und Richter. Vom 2. Juli 1892 bis zum 4. März 1895 war er Premierminister von British Columbia, danach bis zu seinem Tod Vorsitzender des Obersten Gerichts dieser Provinz. Sein älterer Bruder A. E. B. Davie war vor ihm ebenfalls Regierungschef von British Columbia gewesen.

## Biografie
Seine Jugend verbrachte Davie auf hoher See als Schiffsjunge. Er kam 1867 nach Victoria und lebte bei seinem Vater, der fünf Jahre zuvor dorthin ausgewandert war. Wie sein Bruder studierte er Recht. 1873 erhielt er das Anwaltspatent und praktizierte danach in Cassiar und Nanaimo. Er ließ sich endgültig in Victoria nieder und galt als führender Experten im Strafrecht.
Im Juli 1882 wurde Davie als Abgeordneter des Wahlkreises Victoria in die Legislativversammlung von British Columbia gewählt (damals existierten noch keine Parteien). Er unterstützte seinen Bruder, der von 1887 bis 1889 Regierungschef war. Dessen Nachfolger John Robson ernannte Davie zum Attorney General. Am 2. Juli 1892, drei Tage nach Robsons Tod, ernannte ihn Vizegouverneur Hugh Nelson zum neuen Premierminister.
Davies Regierung verabschiedete ein neues Wahlgesetz, das dem immer wichtiger werdenden Festlandteil der Provinz eine größere Vertretung im Provinzparlament gewährte. Eisenbahngesellschaften erhielten finanzielle Zuwendungen, um den Bau neuer Strecken zu fördern und um damit die Wirtschaft zu stimulieren. Trotz Forderungen, die Hauptstadt auf das Festland zu verlegen, genehmigte die Regierung den Bau des Parlamentsgebäudes in Victoria. Davie trat am 4. März 1895 zurück und wurde eine Woche später zum Vorsitzenden des Obersten Gerichts der Provinz gewählt. Dieses Amt übte er knapp drei Jahre lang bis zu seinem Tod aus.